# Косьцешкі (Куявсько-Поморське воєводство)
Косьцешкі (пол. Kościeszki) — село в Польщі, у гміні Єзьора-Великі Моґіленського повіту Куявсько-Поморського воєводства.
Населення — 332 особи (2011).
У 1975-1998 роках село належало до Бидгощського воєводства.

## Демографія
Демографічна структура станом на 31 березня 2011 року:
|          | Загалом | Допрацездатний вік | Працездатний вік | Постпрацездатний вік |
| -------- | ------- | ------------------ | ---------------- | -------------------- |
| Чоловіки | 174     | 42                 | 122              | 10                   |
| Жінки    | 158     | 27                 | 97               | 34                   |
| Разом    | 332     | 69                 | 219              | 44                   |